# Ettore Francesco Sequi
Ettore Francesco Sequi (Ghilarza, 13 febbraio 1956) è un diplomatico italiano, segretario generale del Ministero degli affari esteri e della cooperazione internazionale dal 12 maggio 2021 al 5 marzo 2023.

## Biografia
Nato a Ghilarza nel 1956, conseguì la laurea in scienze politiche all'Università degli Studi di Cagliari nel 1981, specializzandosi in Islamologia. Entrò al Ministero degli affari esteri nel 1985 e, dopo il primo anno all'Istituto diplomatico, lavorò come segretario di legazione alla direzione generale affari economici, passando nel 1989 all'incarico di console a Teheran. Nel 1994 passò alla rappresentanza permanente presso l'Organizzazione delle Nazioni Unite a New York in qualità di primo segretario, fino all'incarico nel gabinetto del ministro degli esteri Lamberto Dini dal 1998. Dopo due anni diventò consigliere diplomatico a Tirana e poi a Kabul nel 2004 come ambasciatore fino al 2008.
Nel 2007 passò al grado di ministro plenipotenziario, prestando servizio fuori ruolo come rappresentante speciale dell'Unione europea per l'Afghanistan e il Pakistan dal 2008 al 2010. Per tre anni servì quindi come capo delegazione dell'Unione europea in Albania. Dal 2014 fu capo di gabinetto dei ministri Federica Mogherini e Paolo Gentiloni, ottenendo nel 2015 il grado di ambasciatore. Il 20 luglio 2015 fu trasferito a Pechino come ambasciatore italiano presso la Repubblica Popolare Cinese, accreditato dal 2016 anche presso la Mongolia. Nel settembre 2019 Sequi tornò alla Farnesina come capo di gabinetto del ministro Luigi Di Maio nel governo Conte II.
Dal 12 maggio 2021 al 5 marzo 2023 è stato segretario generale del Ministero degli affari esteri, nominato dal governo Draghi.
Il 30 maggio 2022 è stato nominato vicepresidente di SACE.
Da marzo 2023 è rappresentante italiano dell’International Board dell’Einstein Telescope. 
Da aprile 2023 è Direttore dell’Atlante Geopolitico Treccani.
Dal 1 giugno 2023 è Segretario Generale di ECAM (European Corporate Council on Africa and the Middle East). 
Da maggio 2023 è Presidente di Sorgenia.  